# Rüdiger Vischer
Rüdiger Vischer (* 3. Januar 1936 in Stuttgart; † 24. Februar 2017 ebenda) war ein deutscher Altphilologe.

## Leben
Vischer studierte Philosophie, Klassische Philologie und Geschichte an der Universität Tübingen, wo er 1960 das Erste Staatsexamen ablegte und 1962 mit der Dissertation Das einfache Leben: Wort- und motivgeschichtliche Untersuchungen zu einem Wertbegriff der antiken Literatur promoviert wurde. Anschließend absolvierte er das Referendariat und 1963 das Zweite Staatsexamen. Von 1963 bis 1998 war er als Akademischer Rat am Seminar für Klassische Philologie der Universität Tübingen sowie als Gymnasiallehrer tätig.
Neben seiner Dissertation, die 1965 als 11. Heft der Reihe Studienhefte zur Altertumswissenschaft (Göttingen, Vandenhoeck & Ruprecht) erschien, ist Vischer besonders durch sein Buch Lateinische Wortkunde für Anfänger und Fortgeschrittene hervorgetreten. Das Buch enthält einen Auswahlwortschatz, mit dem 95 % der Wörter verschiedener lateinischer Autoren übersetzt werden können. Der Wortschatz unterscheidet verschiedene Autoren und Werke. Die ersten drei Auflagen erschienen 1977, 1989 und 1996 im Stuttgarter Verlag Teubner. Seit 2000 erscheint der Vischer, wie er landläufig bezeichnet wird, im Münchner Saur Verlag. 2007 erschien die 4. unveränderte Auflage im Verlag Walter de Gruyter (Berlin/New York).